# Ceratozetes inupiaq
Ceratozetes inupiaq är en kvalsterart som beskrevs av Valerie M. Behan-Pelletier 1986. Ceratozetes inupiaq ingår i släktet Ceratozetes och familjen Ceratozetidae. Inga underarter finns listade i Catalogue of Life.